# Ніндзяґо: Майстри Спінджицу
«Ніндзя́ґо» (англ. «Ninjago»), раніше «Ніндзя́ґо: Майстри́ Спінджи́цу» (англ. «Ninjago: Masters of Spinjitzu») — канадсько-данський дитячий анімаційний серіал, оснований на однойменній серії іграшок. Мультсеріал розпочався 14 січня 2011 року на телеканалі Cartoon Network, налічує 15 сезонів, яким відповідають різні набори конструкторів Lego. Сюжет оповідає про пригоди 6 ніндзя, що володіють бойовим мистецтвом Спінджицу і захищають свій світ Ніндзяґо від зла. Стиль серіалу відтворює стиль конструкторів LEGO, показуючи світ і персонажів як ожилі пластмасові іграшки.
Українською дубльований студіями «Le Doyen» (сезони 1–5) та «1+1» (пілотні епізоди, сезони 6–13) і транслюється телеканалом «ПлюсПлюс».
Серіал було закрито 1 жовтня 2022 року, коли вийшла друга половина 15 сезону. 1 червня 2023 року на Netflix вийшов мультсеріал «Ніндзяґо: Повстання драконів», що відбувається у всесвіті «Ніндзяґо» та є його прямим продовженням.

## Сюжет

Кай, Коул, Зейн, Нія, Джей та Сенсей Ву

У давнину Великий Майстер створив світ Ніндзяґо за допомогою Золотої Зброї. Перед смертю він передав її на зберігання своїм синам, Ву і Ґармадону. Проте старший брат Ґармадон зажадав володіти Золотою Зброєю сам, щоб правити Ніндзяґо. Ву зумів перемогти його і ув'язнити під землею в Потойбіччі, а зброю сховав у різних місцях. Століття по тому Ву зібрав майстрів бойових мистецтв, щоб вони стали новими захисниками зброї: Коула, Джея, Кая і Зейна. У цьому їм допомагає спінджицу (від англ. spin — крутитися, і нінджицу — назва ніндзюцу на англійський лад) — особлива техніка бою, що полягає у подібному на вихор крученні.

### Пілотний сезон (2011)
Ватажок армії скелетів Самукай і його загін скелетів викрадають сестру коваля Кая, Нію, і мапу, що вказує, де схована золота зброя. Майстер Ву розповідає, що колись передав мапу батькові Кая і бачить у ньому задатки до бойових мистецтв. Задля порятунку сестри Кай погоджується стати ніндзя. Коул, Джей, Зейн і Кай тренуються, опановуючи таємну техніку бою спінджицу. Вони вирушають на пошуки зброї, поки її не знайшов Самукай, та цього і очікує Лорд Ґармадон, що замислив втечу з Потойбіччя. Ніндзя перемагають драконів-охоронців і збирають зброю — косу Землі, сюрикени Льоду і нунчаки Блискавки. Ґармадон з'являється як тінь і вимушує Кая здобути золотий меч Вогню, інакше Нія загине. Самукай викрадає зброю і тікає до свого хазяїна. Приборкавши драконів, ніндзя потрапляють слідом за ним до Потойбіччя. Коли Самукай бере до рук зброю, створюється портал у Царство Тіней, куди Ґармадон тікає, обіцяючи там зібрати сили і повернутись.

### Перший сезон: Повстання змій (2012)
Ніндзя думають, що небезпека поки минула, тому розважаються замість відточування своєї майстерності. Вони зустрічають малого сина Лорда Ґармадона, Ллойда, що з необережності визволив плем'я могутніх змій, які колись правили Ніндзяґо. Ллойд випадково отримує владу над їхнім ватажком і хоче з допомогою змій втілити свої дитячі мрії. Але Ву впевнений, що він є пророкованим зеленим ніндзя, котрий здолає свого батька Лорда Ґармадона.
Змії повстають проти Ллойда й замислюють повернути легендарну рептилію, Великого Пожирача. Саме він колись зробив Ґармадона злим, отруївши укусом. Коул, Джей, Кай і Зейн вирушають у подорожі, в яких опановують спінджицу, розкриваючи силу керування стихіями з допомогою золотої зброї. Аби побороти Пожирача ніндзя доводиться звернутися до Ґармадона, який володіє здатністю використовувати одночасно всі чотири зброї. Заволодівши цими артефактами, Ґармадон зникає після подолання Великого Пожирача.

### Другий сезон: Спадщина Зеленого ніндзя (2013)
Лорд Ґармадон захоплює владу над народом змій. Ніндзя тим часом тренуються, готуючись до фінальної битви з ним. Ґармадон у цей час схрещує золоту зброю і утворює Мегазброю, якою повертає до життя чудовисько Гранделя, яка повинне знищити майстрів спінджицу. Ллойд погоджується пожертвувати своїми найкращими роками, щоб магічним чином стати дорослим і допомогти, перетворившись на зеленого ніндзя. Ніндзя зустрічають матір Ллойда — археолога Місако та батька Зейна — доктора Джульєна.
З допомогою Мегазброї Ґармадон переноситься в минуле з метою завадити появі ніндзя, щоб завадити Ллойду стати зеленим ніндзя, якому суджено перемогти свого батька. Але ті вирушають з ним і викреслюють плани Ґармадона. При цьому золота зброя і Мегазброя втрачаються. З дна океану піднімається острів Темряви, а Ллойд вагається чи слід йому битися зі своїм батьком. Отрута Великого Пожирача пробуджує стародавню велику кам'яну армію, яка порушує всі плани. Єдиним способом знищити цю загрозу стає дістати чисту силу стихій у Храмі Світла. Там ніндзя отримують мечі стихій, а Ллойд набуває сил Першого Майстра Спінджицу.
На острові Темряви Лорд Ґармадон створює нову зброю, якою сподівається досягнути панування над світом. Йому на заваді стає Володар, що прагне використати силу елементів для власної влади. Коли він відбирає стихійні сили ніндзя, Ллойд стає золотим ніндзя. Володаря вдається перемогти і відновити баланс стихій, отрута Великого Пожирача виходить з Ґармадона, роблячи його колишнім.

### Третій сезон: Перезавантаження (2014)
Після битви на острові Темряви у Ніндзяґо настає ера розвитку технологій. Будується Нью-Ніндзяґо Сіті, в якому ніндзя не знаходять собі місця. Мільярдер і винахідник Сайрус Борґ кличе до себе ніндзя, щоб передати їм приховані техно-леза. На свій подив вони дізнаються, що Володар вижив і тепер існує як комп'ютерний вірус Цифровий Володар. Він прагне вибратися в реальність, заволодіти силою золотого ніндзя і підкорити світ. У цьому йому допомагає армія роботів ніндроїдів. Майстер Ву дозволяє роботам захопити себе, щоб ніндзя встигли забрати техно-леза — єдину зброю проти Цифрового Володаря.
Ніндзя заручаються підтримкою робота-дівчини Піксель і руйнують електростанцію, що живить ніндроїдів. Однак, колишній ватажок змій Пайтор повертається, створює союз із Володарем і знаходить спосіб повернути ніндроїдів у стрій. Ллойд опиняється в полоні, де Володар викачує його сили для живлення своїх машин.
Ніндзя входять до цифрового світу, з допомогою техно-лез визволяють Ву з Ллойдом, але Володар виходить у реальність. Щоб не дати лиходієві стати Золотим майстром спінджицу, Ллойд відмовляється від своєї сили передаючи її залишки своїм друзям. Тоді Володар розшукує золоту зброю та переплавляє її на обладунки і ніндзя не встигають цьому завадити. Лиходій нападає на Нью-Ніндзяґо Сіті, у битві Зейн жертвує собою задля перемоги над злом, вибухнувши разом з Володарем.

### Четвертий сезон: Турнір Стихій (2015)
Самопожертва Зейна не знищила його, а перетворила на титанового ніндзя, перенісши до цифросвіту. Його друзі, не знаючи про це, розходяться кожен своїм шляхом. Намагаючись об'єднати ніндзя, Ллойд отримує запрошення на далекий острів на загадковий «Турнір стихій». Вирушивши туди, майстри спінджицу довідуються, що вони не єдині володіють силою стихій. Їм доводиться битися з іншими воїнами під наглядом Сенсея Ґармадона. Це виявляється лиходійським планом володаря острова, Чена, котрий поглинає силу переможених володарів стихій за допомогою жезла. Так він створює зі своєї секти непереможних воїнів-змій Анакондраїв і ніндзя беруться переконати інших володарів стихій приєднатися до війни проти Чена.
Чен виявляється колишнім злим вчителем Ґармадона. Бажаючи перемогти його за будь-яку ціну, Ґармадон визволяє справжніх змій з Проклятого світу силою магічної книги ціною власного життя. Ті виганяють створених Ченом воїнів і його самого туди замість себе, та Ґармадон опиняється там же з ними. Ву спалює книгу, проте до того часу крізь прохід між світами у Ніндзяґо проникає злий дух його колишнього учня.

### П'ятий сезон: Одержимість (2015)
У Ллойда вселяється дух майстра Вітру Морро, першого учня Ву, котрий став на шлях зла. Морро позбавляє ніндзя їхніх сил і викрадає посох Ву, в якому міститься вказівка до гробовищі першого майстра спінджицу. Якщо він досягне її, то заволодіє Кристалом Світів, який відкриває проходи між різними світами. Через це привиди з Проклятого світу потрапляють у Ніндзяґо, спотворюючи все на своєму шляху. Ніндзя подорожують до храму майстра Янґа і опановують нову техніку повітряного бою аероджицу (циклон-до). Коул, затримавшись там, перетворюється на привида.
Нія дізнається, що її мати була Майстринею Води і розкриває у собі силу керування водою. Ніндзя досягають гробовища, де повертають собі сили. Але Морро забирає Кристал Світів, Ллойд потрапляє до Проклятого світу, де зустрічає батька. За його порадою Ллойд подорожує світами і врешті знаходить спосіб як змусити Морро самознищитися. Ву з допомогою Кристала повертає Ллойда.

### Шостий сезон: Небесні кордони (2016)
Майстри спінджицу стають знаменитостями, але з'являється нова загроза Ніндзяґо. Клоус, колишній слуга Чена, знаходить лампу з джином Надаханом. Визволившись із лампи, Надахан знаходить свій світ зруйнованим через битву ніндзя зі злом. Він задумує помститися, для чого споряджає летючий корабель, і хоче відновити зруйнований світ Джиндзяґо з частин Ніндзяґо. Фрагменти материків силою його чарівного меча вириваються і підносяться за хмари. Коул, Джей, Зейн, Кай, Ллойд, Нія та Місако стають на захист батьківщини.
Надахан хитрощами ув'язнює ніндзя в своєму мечі, обіцяючи виконати їхні бажання, що робить його сильнішим. Згодом він бачить Нію і бажає одружитися з нею. Хоча це бажання викликане зовсім не коханням, а тим, що одружений джин здобуде ще більшу могутність. Зі зростанням сил Надахан здійснює все важчі до виконання бажання. Вцілілі ніндзя шукають отруту велетенського павука, що тимчасово позбавить джина сил. Джей визволяє побратимів і заручається підтримкою повітряних піратів, які отруюють Надахана. Нія, доторкнувшись до отрути, помирає. Джей користується своїм останнім бажанням і загадує аби лампу ніколи не було знайдено. Це відвертає всі наступні події і тільки Джей з Нією пам'ятають, що сталося.

### Спеціальний епізод: День спочилих (2016)
У Ніндзяґо настає день, коли прийнято поминати померлих. Під час місячного затемнення злий майстер аероджицу Янґ замислює повернутися до світу живих, для чого хитрощами змушує Коула стати безтілесним і принести йому клинок Їнь. Він вселяє духи переможених майстрами спінджицу спочилих лиходіїв у статуї і ті вирушають помститися.
Коул дістається до Янґа, котрий намагається створити клинком розлом між світом живих і світом спочилих, а на оборону виставляє своїх зачаклованих учнів. Коулу вдається знищити клинок, чим зняти прокляття з учнів Янґа, звільнивши їх. Тим часом решта ніндзя долають відроджених противників, однак один, Пайтор, все ж тікає.
Янґ розповідає, що бажає безсмертя аби не бути забутим. На це Коул запевняє його, що Майстра Янґа пам'ятають як творця аероджицу. Майстер вирішує лишитися примарою, а Коул проходить крізь розлом, ставши знову людиною. Святкування Дня спочилих відбувається, як і мало статися.

### Сьомий сезон: Руки часу (2017)
Майстер Ву мусить завершити бій з майстром часу Акроніксом, який на 40 років був поміщений у Вихор Часу та прожив їх як одну мить. Та Акронікс завдає Удару Часу, що змушує Ву швидко старіти. Лиходій об'єднується зі своїм братом Краксом, який створює армію і нападає на Ніндзяґо. Кай бачить ковальську мітку своїх батьків колишній майстрів Вогню та Води Рея й Маї на обладунках нападників і починає підозрювати їх у зраді. Ослабленого Ву викрадають і його місце займає Ллойд. У цей час на Ніндзяґо падають Клинки Часу, які розшукують Акронікс з Краксом.
Кай з Нією розшукують зниклих батьків у полоні Кракса, впевнившись, що ті не зрадники. Розкривається, що це саме вони створили Клинки Часу для боротьби з Акроніксом і Краксом. Джей, Коул, Ллойд і Зейн же намагаються визволити викраденого вченого Сайруса Борґа, але безуспішно. Лиходії змушують Кая та Нію дістати для них останній Клинок Часу з Киплячого моря. З його допомогою стає можливо запустити машину часу, створену Сайрусом Борґом. Акронікс із Краксом вирушають з армією у минуле з метою змінити теперішнє, та ніндзя слідують за ними. Кай користується Клинком Часу, щоб повернути Ву нормальний вік. Майстер виправляє історію та повертає друзів у майбутнє, але сам губиться в минулому.

### Восьмий сезон: Сини Ґармадона (2018)
Минув рік відтоді як майстер Ву зник. Ніндзя розділилися: Коул та Джей шукають майстра Ву у стародавньому храмі, Нія має справи із групою самураїв, Кай та Зейн борються із Механіком. Ллойд стає свідком того як шестеро осіб в масках, названих «Синами Ґармадона», викрадають Маску Помсти демонів оні. Ллойд із Піксель скликають команду знову, щоб захистити імператорську родину Ніндзяґо, котра володіє ще однією маскою.
Ніндзя зустрічаються з Гатчінсом, який знайомить їх королівською сім'єю та їх донькою — Гарумі, у яку Ллойд закохується. Тим часом «Сини Ґармадона» нападають на імператорський палац. Гатчінс, Імператор та Імператриця Ніндзяґо гинуть під час вибуху. Принцесі Гарумі ніндзя дають притулок на кораблі «Дарунок Долі». Ніндзя дізнаються, що «Сини Ґармадона» хочуть оживити злого Ґармадона з допомогою масок Оні і шукають їхнього лідера. Вони визволяють з полону викрадачів малюка, котрий виявляється зниклим Ву.
Попри боротьбу, лиходіям не вдається завадити. «Сини Ґармадона» збирають всі маски і у Храмі Відродження майже повертають до життя Ґармадона. Виявляється, що Гарумі і є очільницею «Синів Ґармадона», після чого її та її послідовників заарештовують. Проте ритуал було завершено, Ґармадон таки оживає в найгіршому вигляді і створює кам'янного велетня, якого посилає на Ніндзяґо-сіті. Він звільняє Гарумі та поглинає силу Ллойда, щоб розкрити свою повну силу. Ніндзя отримують від Містаке торбинку, котра під час атаки велетня переносить малого Ву і ніндзя, крім Ллойда та Нії до світу Оні та Драконів. Ллойд лишається в Ніндзяґо з Нією без сил стихій і думає, що його друзі загинули. Тепер уже імператор Ґармадон оголошує свою владу над Ніндзяґо, а Ллойд стає ватажком повстанців.

### Дев'ятий сезон: У розшуку (2018)
Ніндзяґо потрапило під контроль Лорда Ґармадона, Ллойд і Нія намагаючись протистояти його гнітючому режиму, кличуть на допомогу майстрів стихій. Проте Ґармадон завдає їм удару, лише Ллойд, Містаке, Нія, майстер Бурштину Скайлер та майстер карате Дарет залишаються вільними. Гарумі бачачи що її ворога не спіймано, здійснює спробу упіймати Ллойда, проте вона сама потрапляє до них у полон. Ніндзя дізнаються, що Ґармадон керує своїм Кам'яним Титаном за допомогою своєї сили і вирішують спробувати заволодіти цією силою. Містаке користуючись тим, що вона є демоном оні, перевтілюється в Гарумі, й вирушає разом зі Скайлер до «Індустріальної Башти Борґа», де імператор Ґармадон розмістив свою резиденцію. Проте Гарумі, хитрістю звільнившись, викриває їхні плани, через що відбувається бій, в якому Скайлер вдається отримати силу Ґармадона, проте вона змушена врятуватися втечею, а Містаке гине, прикриваючи її відхід. Згодом Скайлер бере під контроль Ґармадонового голема Коллоса, та розбиває ворожі сили, знищивши маску Обману.
Тим часом Кай, Зейн, Коул, Джей та підліток Ву занурюються у варварське царство Оні та Драконів, де вони борються проти «Залізного Барона» та його банди мисливців на драконів. Друзі допомагають Ву відновити спогади і в міру того як він пригадує минуле, відновлюються і його мудрість та вік. Коли Ву повертається до нормального стану, він з іншими ніндзя долають мисливців на драконів, і збирають драконову упряж, щоб осідлати звільнених драконів. Тільки завдяки драконам їм вдається повернутися в Ніндзяґо та повалити імператора Ґармадона. Гарумі при цьому гине на очах у Ллойда, коли одна із будівель руйнується.

### Десятий сезон: Навала оні (2019)
Ллойд навідується до батька у в'язницю, побудовану спеціально для того, щоб стримати його. Там вони розмовляють про те, що насувається темрява, і Ґармадон пропонує свою допомогу в боротьбі з «посланцями смерті», але Ллойд відмовляється знову довіритися батькові і йде. Проте колишній Імператор впевнений, що його син повернеться.
Коли Оні захоплюють місто, перетворюючи всіх на камінь, Ллойд відпускає батька, щоб той допоміг їм боротися з Оні. Ґармадон розповідає синові, що зупинити навалу Оні можна лише знищивши Кристал Світів, крізь який демони прийшли в Ніндзяґо. Однак він знаходиться під вежею «Борґ Індастріз» в центрі міста, а пройти крізь темну хмару, що її захищає, може тільки істинний Оні. Ніндзя відмовляються відпускати Ґармадона одного, і тоді Ллойд каже, що піде з ним, оскільки він наполовину Оні. Ллойд та Ґармадон дістаються вежі, де зустрічають Омегу — генерала Оні. Ллойд і Ґармадон атакують Омегу, але не можуть здолати його. Пробита силою Ґармадона стіна відкриває вхід в іншу кімнату, де Ллойд знаходить меч Святилища. З його допомогою Зелений ніндзя успішно ухиляється від атак Омеги і розбиває Кристал Світів. Однак це не зупиняє прибуття нових Оні. Ллойд і Ґармадон змушені тікати, але їх заганяють в глухий кут. Вони знаходять обладунки Золотого Майстра, яких бояться Оні. Тим часом, ніндзя отримали сигнал про допомогу з «ЕнДжіТіВі». Вони летять на «Дарунку Долі», поки Піксель чекає Ллойда і Ґармадона. Врятувавши людей, Нія плутає важіль і Коул падає у Темну хмару.
Ніндзя повертаються до монастиря Спінджицу. Заступниця Залізного Барона, Фейт, розповідає, як Оні повернулися в Перший світ і захопили його. В неї не залишалося іншого виходу, крім як втекти. У той же час ніндзя прилітають на «Дарунку Долі» в монастир, де Кай переплавляє золоту броню в Золоту зброю. Косу Землетрусів він передає Нії. Потім, монахи починають сурмити на сполох, бо Оні уже підійшли до монастиря. Ніндзя борються з Оні. Коул повертається і вчасно допомагає ніндзя. Відступивши, ніндзя, Ву та Ґармадон створюють не бачене досі Торнадо Творення та перемагають Оні. Перший Майстер Спінджицу дає вибір Ллойду — летіти з ним чи повернутися до друзів і Ллойд вибирає друге. Ніндзя святкують перемогу.

### Одинадцятий сезон: Таємниці заборонених Спінжицу (2019—2020)
Шукаючи роботу, гідну їхньої майстерності, ніндзя входять у стародавню піраміду. Там вони ненавмисно звільняють заточену всередині відьму Асфіру. Вона шукає помсти «підступному зраднику», ув'язнює ніндзя у піраміді та викрадає стихію Кая — вогонь. Дивна лава, яка з'явилася після цього, пробуджує змій, і вони стають армією Асфіри. Тим часом ніндзя вдається звільнитися, і Піксель рятує їх. Вогняні воїни починають розгулювати по Ніндзяґо та влаштовують хаос. Асфіра дізнається де знаходиться її мета, і захопивши в полон Ґейл і її помічника, вирушає до музею. Ніндзя женуться за нею, але без Кая. Відьма оживлює свого колишнього прислужника Чара і той продовжує допомагати їй.
Зрозумівши, що шукають лиходії, ніндзя першими знаходять сувій Заборонених Спінджицу. Торкнувшись до нього, Ллойд відчуває велику силу. Герої вирішують розділитися. Джей, Коул та Кай вирушають до Скейлза, а Ллойд, Нія і Зейн намагаються зупини Асфіру, але марно. Решта починає здогадуватися, що зрадником відьма називає Ґармадона, і прибувають до монастиря, де виявляється, що це насправді Ву. Він розповідає свою історію, але їм важко повірити в неї. Нападає Асфіра зі своєю армією, та Ніндзя встигають сховатися. Тим часом інші герої розуміють, що лиходіям іще потрібен другий сувій, який знаходиться в клубі дослідників. Вони знаходять сувій і вирушають до друзів, де вже почався бій. Зейн переміг Асфіру, але сам таємниче зникає.
Ву зустрічається з відьмою у Криптаріумі й дізнається, що Зейн живий та перебуває в Королівстві Порожнечі. Ву вирішує врятувати його самотужки, але ніндзя з цим не згодні. Вони зв'язують його, відбирають чарівний чай подорожнього і вирушають з його допомогою до Королівства Порожнечі.
Ніндзя прибувають до Королівства Порожнечі і з'являються у вкритому кригою селищі. Шукаючи притулок, щоб зігрітися, вони знаходять селище повстанців проти Крижаного Володаря. Зокрема знайомляться з добрими перевертнями Акітою й Катару. Вони вижили тільки тому що у них був «Священний вогонь». До села приходять лицарі Крижаного Володаря та гасять вогонь. Село замерзає, проте Кай віднаходить свою силу та створює новий вогонь. Нія розкриває, що Крижаний Володар — це і є Зейн, який підпав під вплив сувою Заборонених Спінджицу за намовою тутешнього радника Векса. Ллойд протистоїть Зейну силою набутих Заборонених Спінджицу, але програє. Та його слова отямлюють Зейна і той повертається до друзів. Векс намагається завадити воз'єднанню ніндзя та в результаті сам опиняється заморожений. В ніндзя, однак, не лишається магічного чаю, який може повернути їх додому. В Коула натомість виявляється ягода, котрої вистачає, щоб перенестися в Ніндзяґо.

### Дванадцятий сезон: Верховна імперія (2020)
Механік зі своєю бандою влаштовує рейд на склад, де за велінням свого боса Унаґамі знаходить картридж із грою «Верховна імперія». Ніндзя долають його, а картридж опиняється в них. Джей і решта ніндзя знаходять штаб Механіка з ігровим автоматом, звідки гра несподівано розповсюджується на всі автомати в місті. Граючи у «Верховну імперію», Джей отримує запрошення продовжити гру в іншій реальності і його починають переслідувати воїни Червоні візори. Джей переховується у гравця-хакера Скотта, з яким товаришує.
Інші ніндзя пов'язують зникнення Джея з ігровим автоматом, розпитують Механіка і подорожують, аби з'ясувати куди зник Джей. Творцем гри виявляється Мілтон Дайєр, зниклий 30 років тому, коли «Розквіт імперії» так і не була випущена. Ніндзя пробують зіграти у гру, а Механік тим часом тікає із в'язниці та звільняє інших лиходіїв. Ніндзя потрапляють у стару, легендарну гру «Верховна імперія», де їм допомагає Ліга Джеїв, команда Джея для боротьби з Унаґамі. Скотт дає поради з виживання в грі, а Кая застерігає бути обачним, оскільки у нього залишилася одне життя. Ніндзя отримують кібернетичні костюми, а також Ігрову зброю. Згодом ніндзя зустрічають самурая Окіно, що служив місцевому імператору, котрим і виявляється Унаґамі, та протистоять гравцям-шкідникам. Унаґамі виявляється штучним інтелектом, озлобленим на Мілтона за те, що той його покинув. Саме тому Унаґамі почав захоплювати гравців з реальності у віртуальному світі. Зрештою друзі знаходять секретну локацію, де зберігається ключ для виходу з гри. Джей забирає ключ і долає його охоронця-дракона, котрий стає служити йому.
Ніндзя повертаються в реальність, але потім шукають гроші на внутрішньоігрові покупки, для чого беруть участь у віртуальних перегонах, підлаштованих Унаґамі як пастка. Джей вирушає в Ніндзяґо і рятує всіх, хто застряг у грі. Мілтон Дайєр перемагає Унаґамі, чим повертає його на бік добра.

### Тринадцятий сезон: Володар гори (2020)
Ніндзя отримують запрошення на день народження принцеси Ванії з королівства Сінтаро. Там вони зазнають нападу кажанів, від яких рятує гвардієць Гейлмар. Ванія посилає Коула в печери аби покінчити з кажанами, де він стикається з армією скелетів, якими командує Кістяний Чаклун, проти якого колись боролася мати Коула. В результаті Коул опиняється в полоні у шахтах, а решта ніндзя поспішають йому на допомогу.
Тим часом Коул знайомиться з племенами ґеклів і мансів, які ворогують за право володіти одним із Мечів Спасіння. Нія, Джей і Ллойд зустрічаються з мансом на ім'я Мерт. Їх знайомлять з королевою мансів Муртессою, яка одразу вподобує Джея, якого вважає могутнім воїном. Розуміючи, що Нія і Джей в парі, королева кидає Нії виклик аби визначити хто одружиться з Джеєм. Кай і Зейн натомість опиняються серед ґеклів, чий канцлер Ґалч кидає їх у яму з чудовиськом.
Коулу вдається втекти з підземель і потім його рятує Ванія та доставляє до свого батька, короля Ванґеліса. Там Коул і Ванія на свій подив розкривають, що Вангеліс — це і є Кістяний Чаклун. Тікаючи, Ванія, Коул і майстер Ву падають в підземелля, де зустрічають шукача скарбів Лоулі, якого колись зрадив Вангеліс. Ву розповідає, що в підземеллях існує Храм Елементалів. У Храмі Коул знаходить фреску своєї матері Ліллі та вивчає особливу техніку спінджицу, якою вона володіла.
Нія завдяки своїй майстерності приводить ґеклзів і мунсів до перемир'я, а Кай і Зейн хитрощами укріплюють його. Дізнавшись про це, Заклинатель Черепів воскрешає дракона Громителя, що колись тероризував обидва племені. Він вимагає видати ніндзя, але племена відмовляють і навпаки допомагають Нії втекти на поверхню. Однак, дракон проривається в їхні підземелля і примушує підземних жителів скоритися та схопити ніндзя. Заклинатель Черепів знаходить Меч Спасіння і забирає його собі. Гвардійці Вангеліса проникають до печери, щоб заарештувати ніндзя, тоді Ванія викликає Гейлмара на двобій і, перемігши, переконує його, що король — насправді лиходій.
Ніндзя звільняються, коли їм на допомогу прибуває Ванія з гвардійцями. Вони намагаються відібрати обидва Мечі Спасіння у Ванґеліса, щоб використати проти короля. Але той демонструє, що це лише символічна зброя без жодних магічних сил. Тоді Коул, використавши свою нову техніку, перемагає Кістяного Чаклуна. Ванія посідає трон, а ніндзя вирушають шукати нові пригоди.

### Спеціальний сезон: Острів (2021)
Експедиція під керівництвом Місако, Майстра Ву, Клатча Пауерса та його помічників зникає під час вивчення незвіданого острова в штормовому поясі. Решта ніндзя вирішують розшукати зниклих за допомогою Тімоті «Твіті Тіма» Баттерсона. Готуючись знову відвідати острів, Тім все ще боїться їхати через те, що там його дванадцять разів вдарила блискавка. Неохоче він погоджується допомогти.
Переживши подорож, ніндзя прибувають на острів, де вони несподівано дружаться з драконом Зіппі та потрапляють у засідку живих статуй. При спробі врятуватися від кам'яних воїнів, Нія, Зейн, Кай і Коул потрапляють у полон до Хранителів острова і стикаються з Місако, Майстром Ву та Пауерсом у полоні. На щастя, Ллойду і Тіму вдається звільнитися. Тим часом ватажок Хранителів забирає Джея в невідоме місце. Ніндзя стають свідками як Хранителі віддають Джея в жертву морському змієві — духові шторму Воджірі. Однак, коли Ллойд знаходить фальшивий дерев'яний зуб, вони здогадуються, що за цим стоїть шахрай Ронін, який вирішив обдурити Хранителів, аби забрати їхнє золото. Поки ніндзя боряться з найманцями Роніна, він намагається врятуватися, але Тім зупиняє його, перемагає свій страх і розбиває зробленого з дерева фальшивого змія. Клатч Пауерс намагається викрасти амулет Хранителів, але Нія зупиняє його, і ніндзя продовжують шукати пригоди. У фінальній сцені видно, що справжня Воджіра спить під островом на дні океану з амулетом на лобі.

### Чотирнадцятий сезон: Морське узбережжя (2021)
Нія втрачає свої магічні сили і решта ніндзя вирішують, що це пов'язано з її матір'ю, Майєю, володаркою сили води. Майя пояснює як повернути дочці сили, але Джей і Піксель підозрюють, що справа складніша, ніж здається. Ніндзя знаходять таємничий сигнал під водою, який впливає на морських жителів. Він приводить до підводного принца Кальмаара, що замислив відібрати трон у свого батька, короля Трімаара. Принц обманом налаштовує свій народ проти ніндзя і вони змушені тікати при допомозі ніндзя Бентомаара.
Нія та інші ніндзя дізнаються, що Кальмаару для перемоги потрібен Штормовий Амулет аби пробудити духа води, морського змія Воджіру. Амулет, який зберігається на сусідньому острові, виявляється фальшивим, а справжній забрав Клатч Пауерс до Клубу дослідників у Ніндзяґо-сіті. Тож ніндзя поспішають туди, намагаючись випередити суперника. Справжній амулет опиняється в Кальмаара, а фальшивий — у ніндзя.
Кальмаар продуджує Воджіру та вирушає захопити Ніндзяґо-сіті. Поки ніндзя намагаються врятувати мирних жителів, Нія кидає виклик загарбнику і приймає обов'язок повелительки води, ставши єдиним цілим з океаном. Бентомаар долає Кальмаара, визволяє Воджіру з-під його контролю і змій проковтує лиходія. Нія вже не може розірвати зв'язок з водою, вона прощається з друзями, щоб лишитися в океані назавжди.

### П'ятнадцятий сезон: Кристалізовані (2022)
Через рік після того як Нія покинула команду, ніндзя знайшли собі різні заняття. Нія, блукаючи океаном, рятує моряка та пригадує своє життя на суші. В той час у Ніндзяґо-сіті діє група Нових ніндзя, що бореться зі злочинцями. Коли вона змушена битися проти міс Демеанор та її головорізів, Нові ніндзя перемагають лиходіїв. Герої минулого почуваються приниженими та непотрібними.
Нія повертається до монастиря, але вона не може прийняти людську форму, тому Зейн заморожує її. Команда вирішує, що єдиний спосіб врятувати Нію та повернути їй фізичну форму — це заволодіти посохом чаклунки-злочиниці Аспіри, здатним витягувати силу стихій. Намагаючись зібрати посох, коли чаклунуку перевозять в інше місце, ніндзя змушені битися з Новими ніндзя. Аспіра укладає з Ллойдом угоду, що вона допоможе врятувати Нію, якщо він дозволить їй втекти. Аспіра успішно повертає Нії людську подобу та тікає. В результаті ніндзя визнають винними і засуджують до п'яти років у в'язниці Криптаріум. Згодом таємничий посланець приводить Аспіру до Кристального короля, що за допомогою кристалів перетворює істот на зомбі.
Втікши з в'язниці, ніндзя опиняються в оточенні своїх давніх ворогів, включаючи Пайтора. Ллойда відвідує посланець Кристального короля, який попереджає його, що король збирає проти себе ворогів Ллойда. Ніндзя намагаються його зупинити, але зазнають невдачі. Нія, переодягнена Самураєм Ікс, допомагає ніндзя втекти з тюремного фургона. Ніндзя вирішують проникнути в раду Кристального короля, де зберуться всі лиходії. Ллойд вистежує Механіка та видає себе за нього, щоб потрапити на раду, проте його викривають. Посланцем Кристального короля виявляється Гарумі: її було повернуто до життя в обмін на служіння. Кристальний король пропонує Ллойду стати на його бік, але той тікає, потягнувши з собою Гарумі в джунглі. Кристальний король спрямовує своє летюче місто до Ніндзяґо-сіті.
Ґармадон допомагає майстру Ву боротися проти Кристального короля. Ніндзя відступають до печери Самурая Ікс, щоб виробити стратегію, де Ґармадон навчає Ллойда оволодіти його формою Оні. Потім ніндзя організовують атаку на вороже місто, проте напад виявляється невдалим. Піксель, рятуючи Зейна, ненавмисне змушує його повернутися в форму Крижаного Володаря. Ніндзя готуються оборонятися та об'єднуються зі своїми друзями, яких зустрічали раніше. Ллойд і Ґармадон борються з Кришталевим королем у його новій формі кентавра. Прибувають союзники ніндзя, і герої отримують форму дракона — золоту броню та крила стихійної енергії. Кришталевий король налаштовує Гарумі проти себе, коли говорить, що той був хазяїном змії, що стала Великим Пожирачем. Ніндзя перемагають раду лиходіїв, втім перемога недовга. Ніндзя комбінують зброю та вивільняють свої стихійні сили, щоб утворити чотириголового дракона. Ґармадон помирає, чим викликає форму Оні Ллойда, але Ллойд чинить опір цій силі. Він сідає верхи на дракона і перемагає Кришталевого короля стихійним диханням. Він втікає з храму разом із Гарумі та Ґармадоном, який розіграв свою смерть, щоб Ллойд розкрив свій потенціал. Ніндзя та їхні союзники відновлюють свій зруйнований монастир.

## Епізоди
Сезони, без урахування спецвипусків:
| Сезон           | Підзаголовок                     | Епізоди | Епізоди | Оригінальний показ | Оригінальний показ |
| Сезон           | Підзаголовок                     | Епізоди | Епізоди | Перший показ       | Останній показ     |
| --------------- | -------------------------------- | ------- | ------- | ------------------ | ------------------ |
| Пілотні епізоди | Майстри спінджицу чи Шлях ніндзя | 2       | 2       | 14 січня 2011      | 14 січня 2011      |
| 1               | Повстання змій                   | 13      | 13      | 2 грудня 2011      | 11 квітня 2012     |
| 2               | Спадщина Зеленого ніндзя         | 13      | 13      | 18 липня 2012      | 21 листопада 2012  |
| 3               | Перезавантаження                 | 8       | 8       | 29 січня 2014      | 26 листопада 2014  |
| 4               | Турнір Стихій                    | 10      | 10      | 23 лютого 2015     | 3 квітня 2015      |
| 5               | Одержимість                      | 10      | 10      | 29 червня 2015     | 10 липня 2015      |
| 6               | Небесні кордони                  | 10      | 10      | 24 березня 2016    | 15 липня 2016      |
| Спешл           | День спочилих                    | 1       | 1       | 29 жовтня 2016     | 29 жовтня 2016     |
| 7               | Руки часу                        | 10      | 10      | 15 травня 2017     | 26 травня 2017     |
| 8               | Сини Ґармадона                   | 10      | 10      | 16 квітня 2018     | 25 травня 2018     |
| 9               | У розшуку                        | 10      | 10      | 11 серпня 2018     | 25 серпня 2018     |
| 10              | Навала оні                       | 4       | 4       | 19 квітня 2019     | 19 квітня 2019     |
| 11              | Таємниці заборонених спінджицу   | 30      | 30      | 22 червня 2019     | 1 лютого 2020      |
| 12              | Верховна імперія                 | 16      | 16      | 19 липня 2020      | 30 серпня 2020     |
| 13              | Володар гори                     | 16      | 16      | 13 вересня 2020    | 25 жовтня 2020     |
| Мінісеріал      | Острів                           | 4       | 4       | 7 березня 2021     | 14 березня 2021    |
| 14              | Морські узбережжя                | 16      | 16      | 4 квітня 2021      | 30 квітня 2021     |
| 15              | Кристалізовані                   | 30      | 30      | 20 травня 2022     | 1 жовтня 2022      |

1. ↑  Не мають офіційної назви
2. ↑  Співавтор Томмі Андреасен сказав, що «[вони] назвали їх «Шлях ніндзя»[1]

## У ролях
| Персонаж       | Актор озвучування                             | Сезони               | Сезони            | Сезони            | Сезони            | Сезони               | Сезони               | Сезони               | Сезони            | Сезони               | Сезони            | Сезони            | Сезони            | Сезони            | Сезони            |
| Персонаж       | Актор озвучування                             | Пілот                | 1                 | 2                 | 3                 | 4                    | 5                    | 6                    | 7                 | 8                    | 9                 | 10                | 11                | 12                | 13                |
| -------------- | --------------------------------------------- | -------------------- | ----------------- | ----------------- | ----------------- | -------------------- | -------------------- | -------------------- | ----------------- | -------------------- | ----------------- | ----------------- | ----------------- | ----------------- | ----------------- |
| Ллойд Гармадон | Джиліан Майклс (1-7), Семюел Вінсент (8-13)   |                      | Основний персонаж | Основний персонаж | Основний персонаж | Основний персонаж    | Основний персонаж    | Основний персонаж    | Основний персонаж | Основний персонаж    | Основний персонаж | Основний персонаж | Основний персонаж | Основний персонаж | Основний персонаж |
| Кай            | Вінсент Тонг                                  | Основний персонаж    | Основний персонаж | Основний персонаж | Основний персонаж | Основний персонаж    | Основний персонаж    | Основний персонаж    | Основний персонаж | Основний персонаж    | Основний персонаж | Основний персонаж | Основний персонаж | Основний персонаж | Основний персонаж |
| Джей Вокер     | Майкл Адамтвейт                               | Основний персонаж    | Основний персонаж | Основний персонаж | Основний персонаж | Основний персонаж    | Основний персонаж    | Основний персонаж    | Основний персонаж | Основний персонаж    | Основний персонаж | Основний персонаж | Основний персонаж | Основний персонаж | Основний персонаж |
| Коул           | Кірбі Морроу (1-14), Ендрю Френсіс (15 сезон) | Основний персонаж    | Основний персонаж | Основний персонаж | Основний персонаж | Основний персонаж    | Основний персонаж    | Основний персонаж    | Основний персонаж | Основний персонаж    | Основний персонаж | Основний персонаж | Основний персонаж | Основний персонаж | Основний персонаж |
| Зейн           | Брент Міллер                                  | Основний персонаж    | Основний персонаж | Основний персонаж | Основний персонаж | Основний персонаж    | Основний персонаж    | Основний персонаж    | Основний персонаж | Основний персонаж    | Основний персонаж | Основний персонаж | Основний персонаж | Основний персонаж | Основний персонаж |
| Нія            | Келлі Метцґер                                 | Періодичний персонаж | Основний персонаж | Основний персонаж | Основний персонаж | Основний персонаж    | Основний персонаж    | Основний персонаж    | Основний персонаж | Основний персонаж    | Основний персонаж | Основний персонаж | Основний персонаж | Основний персонаж | Основний персонаж |
| Піксель        | Дженніфер Гейворд                             |                      |                   |                   | Основний персонаж | Періодичний персонаж | Періодичний персонаж | Періодичний персонаж | Основний персонаж | Основний персонаж    | Основний персонаж | Основний персонаж | Основний персонаж | Основний персонаж |                   |
| Сенсей Ву      | Пол Добсон                                    | Основний персонаж    | Основний персонаж | Основний персонаж | Основний персонаж | Основний персонаж    | Основний персонаж    | Основний персонаж    | Основний персонаж | Основний персонаж    | Основний персонаж | Основний персонаж | Основний персонаж | Основний персонаж | Основний персонаж |
| Лорд Гармадон  | Марк Олівер                                   | Основний персонаж    | Основний персонаж | Основний персонаж | Основний персонаж | Основний персонаж    | Запрошена зірка      |                      |                   | Періодичний персонаж | Основний персонаж | Основний персонаж |                   |                   |                   |

## Український дубляж

### Пілотний сезон
Дубльовано студією «1+1» на замовлення телеканалу «ПлюсПлюс» 2016 року.
- Кай — Олександр Погребняк
- Джей — Андрій Федінчик
- Зейн — Юрій Кудрявець
- Коул — Павло Скороходько
- Нія — Катерина Брайковська
- Сенсей Ву — Юрій Висоцький
- Ґармадон — Андрій Мостренко
- Самукай — Євген Пашин

А також: Михайло Жонін, Анатолій Зіновенко, Дмитро Гарбуз, Євген Пашин та інші.

### 1-5 сезон
- Дубльовано студією «LeDoyen» на замовлення компанії «LEGO Україна» у 2014—2015 роках.
- Переклад Олега Пашина та Олексія Зражевського
- Режисери дубляжу — Іван Марченко, Ольга Фокіна та Анна Пащенко
- Музичний редактор — Тетяна Піроженко
- Координатори дубляжу — Мирослава Сидорук та Ольга Боєва
- Диктори: Кирило Нікітенко та Юрій Висоцький

#### Ролі дублювали
- Кай — Андрій Соболєв
- Джей — Павло Лі
- Зейн — Денис Толяренко
- Коул — Олександр Солодкий
- Ллойд — Максим Чумак (1—4 сезони), Сергій Нікітін (5 сезон)
- Сенсей Ву — Юрій Висоцький
- Нія — Анастасія Зіновенко
- Ґармадон — Володимир Кокотунов
- Місако — Олена Узлюк
- Піксель — Аліна Проценко
- Пайтор — Володимир Паляниця
- Криптор — Петро Сова
- Володар — Кирило Нікітенко
- Чен — Валерій Легін
- Морро — Іван Розін
- Ронін — Роман Чорний
- Дарет — Роман Молодій
- Скейлз — Павло Скороходько
- Скайлор — Марія Єременко

А також: Катерина Башкіна, В'ячеслав Дудко, Людмила Ардельян, Михайло Войчук, Роман Молодій, Андрій Гайдай, Роман Чупіс, Михайло Кришталь, Микола Боклан, Борис Георгієвський, Володимир Терещук, Володимир Канівець, Анна Соболєва, Вікторія Москаленко, Сергій Солопай, Олександр Чернов, Юрій Кобилинський, Олена Колеснікова, Дмитро Бузинський та інші.

### 6-13 сезони
Дубльовано студією «1+1» на замовлення телеканалу «ПлюсПлюс» у 2016―2021 роках.
- Кай — Олександр Погребняк
- Джей — Андрій Федінчик
- Зейн — Юрій Кудрявець
- Коул — Павло Скороходько
- Ллойд — Лідія Муращенко (6―7 сезон), Арсен Шавлюк (з 8 сезону)
- Нія — Катерина Брайковська
- Ву — Юрій Висоцький (6—7 сезони, з 10 сезону), Юлія Перенчук (8 сезон), Єгор Скороходько (9 сезон, серії 85―88; 89 серія, у спогадах), Андрій Твердак (9 сезон, серії 89―91), Роман Чорний (9 сезон, 92―94 серії), Євген Пашин (11 сезон, 128 серія)
- Піксель — Наталія Романько-Кисельова
- Скайлор — Наталя Ярошенко
- Дарет — Дмитро Гарбуз (6-7 сезон), Андрій Соболєв (8-10 сезон), Роман Чорний (11-12 сезон)
- Ґармадон — Михайло Тишин
- Місако — Ніна Касторф
- Надакхан, Кілоу, Механік — Михайло Жонін
- Кракс — Андрій Альохін
- Акронікс — Євген Пашин
- Рей, Ронін — Андрій Мостренко
- Майя, Лілія — Катерина Сергєєва
- Гарумі — Катерина Буцька (8 сезон), Олена Яблочна (9 сезон)
- Залізний Барон, Векс, Окіно, Мерт, Хейльмар — Андрій Твердак
- Містаке, Сорла — Ірина Дорошенко
- Асфіра — Олена Узлюк
- Крижаний Володар — Євген Пашин, Юрій Кудрявець
- Мілтон Дайер — Роман Чорний
- Сайрус Борґ — Олесь Гімбаржевський
- Король Ванґеліс — Дмитро Терещук
- Кістяний Чаклун — Ярослав Чорненький
- Ванія — Юлія Перенчук
- Скотт — Дмитро Гаврилов

А також: Ольга Радчук, Максим Кондратюк, Дмитро Рассказов-Тварковський, Катерина Буцька, Дмитро Нежельський, Олег Лепенець, Олесь Гімбаржевський, Олександр Солодкий, Ганна Соболєва, Анастасія Жарнікова-Зіновенко, Олександр Завальський, Віктор Григор'єв, Кирило Сузанський, Аліса Гур'єва та інші.

### День спочилих
Дубльовано студією «1+1» на замовлення телеканалу «ПлюсПлюс» 2016 року.
- Кай, Джей — Андрій Федінчик
- Зейн — Юрій Кудрявець
- Коул — Павло Скороходько
- Ллойд — Лідія Муращенко
- Сенсей Ву, Криптор — Анатолій Зіновенко
- Нія — Дарина Муращенко
- Місако — Ніна Касторф
- Ронін — Андрій Мостренко
- Сенсей Янг, Самукай — Євген Пашин
- Чен — Дмитро Завадський
- Генерал Козу — Андрій Альохін
- Пайтор — Ярослав Чорненький
- Морро — Сергій Могилевський
- Лу — Андрій Твердак

А також: Аліса Гур'єва, Людмила Ардельян, Олег Лепенець і Дмитро Гарбуз.

## Супутня продукція
- «Lego Ninjago Magazine» (з 2012) — щомісячний журнал коміксів з додатковими фактами та сувенірами[2].
- «Lego Фільм: Ніндзяго» (2017) — повнометражний фільм за мотивами серії іграшок «LEGO Ninjago», не пов'язаний сюжетно з серіалом.
  - The Lego Ninjago Movie Video Game (2017) — відеогра, пригодницький бойовик, видана 22 вересня 2017 року на Windows, «Nintendo Switch», «PlayStation 4» і «Xbox One»[3].
- «Lego Ninjago: Master of the 4th Dimension» (2018) — короткометражний 4D-фільм для парку розваг «Legoland»[4].

Персонажі серіалу фігурують також у відеоіграх Lego Battles: Ninjago (2011), Lego Ninjago: Nindroids (2014), Lego Ninjago: Shadow of Ronin (2015), Lego Ninjago: Tournament (2015), Lego Dimensions (2015), Lego Worlds (2017), The Lego Ninjago Movie Video Game (2017), Lego Brawls (2019) і Lego Legacy: Heroes Unboxed (2020).

## Оцінки й відгуки
На сайті IMDb серіал має середню оцінку 7/10.
Видання «Common sense media» відзначало:
|  | Батьки повинні знати, що серіал „LEGO Ninjago“ — це, по суті, розширена реклама серії іграшок „LEGO Ninjago“. Жвавий серіал наповнений безліччю мультиплікаційних битв бойових мистецтв, в яких беруть участь ніндзя, скелети та монстри-охоронці, але дія абсолютно безкровна і часом жартівлива. Зовсім молодих глядачів можуть трохи лякати деякі монстри та скелети, але дітям, які навчаються в початкових класах та старшим дітям, найімовірніше, серіал буде захопливим та кумедним. Персонажі-ніндзя вивчають уроки терпіння та командної роботи у свого мудрого сенсея. |

На думку оглядача канадської газети «The Globe and Mail», багато в чому «Ніндзяґо» є найбільш вражаюче реалізованим анімаційним серіалом з часів «Піратів темної води» чи «Повторного завантаження». Обидва прагнули більшого, ніж продавати іграшки. Серіал має не суто епізодичний характер, всі сезони сюжетно пов'язані і містять подорожі в часі, альтернативні виміри, стародавні пророцтва, персонажів, які регулярно вагаються між добром і злом.